# Zgrada, Langova 14 (Samobor)
Zgrada Langova 14 je zgrada u mjestu i gradu, Samobor. Zaštićeno je kulturno dobro.

## Opis
Stambena građevina smještena je u neposrednoj blizini franjevačkoga samostana. Sagrađena je na prijelazu iz 18. u 19. stoljeće kao slobodnostojeća visoka prizemnica pravokutnoga tlocrta koja tipološki pripada stambenoj građanskoj arhitekturi s elementima tradicijskog graditeljstva. Unutarnji prostor ima karakterističnu trodjelnu podjelu s bačvasto svođenom kuhinjom između prostorija s otvorenom stropnom konstrukcijom. Kuća ima izrazitu urbanističku i ambijentalnu vrijednost.

## Zaštita
Pod oznakom Z-5343 zavedena je kao nepokretno kulturno dobro - pojedinačno, pravna statusa zaštićena kulturnog dobra, klasificirano kao "profana graditeljska baština".